# La Paz (gmina)
La Paz – gmina w południowomeksykańskim stanie Kalifornia Dolna Południowa. Stolicą jest miasto o tej samej nazwie - La Paz. Gmina według danych na rok 2020 liczyła 292 241 mieszkańców.
Gmina znajduje się na południu stanu i graniczy na północy z Comondú, na wschodzie z Zatoką Kalifornijską, na południu z Los Cabos, a na zachodzie z Oceanem Spokojnym.

## Miasta i wsie
Największymi z 904 miast i wsi w obszarze gminy są:
| Nazwa           | Ludność |
| La Paz          | 250 141 |
| Todos Santos    | 7 185   |
| El Centenario   | 6 221   |
| El Pescadero    | 4 245   |
| Chametla        | 3 054   |
| Melitón Albáñez | 2 409   |
| Los Barriles    | 1 674   |
| El Sargento     | 1 359   |